# Вила ди Касано (Болоња)
Вила ди Касано (итал. Villa di Cassano) је насеље у Италији у округу Болоња, региону Емилија-Ромања.
Према процени из 2011. у насељу је живело 73 становника. Насеље се налази на надморској висини од 418 м.